# Laird Glacier
Laird Glacier är en glaciär i Antarktis. Den ligger i Östantarktis. Nya Zeeland gör anspråk på området. Laird Glacier ligger 2 319 meter över havet.
Terrängen runt Laird Glacier är bergig åt sydväst, men åt nordost är den kuperad. Trakten är obefolkad. Det finns inga samhällen i närheten.